# Stawiska (powiat radziejowski)
Stawiska – wieś w Polsce położona w województwie kujawsko-pomorskim, w powiecie radziejowskim, w gminie Piotrków Kujawski.

## Podział terytorialny
| SIMC    | Nazwa     | Rodzaj    |
| ------- | --------- | --------- |
| 0867696 | Słuchaj   | część wsi |
| 0867704 | Wymysłowo | część wsi |

W latach 1975–1998 miejscowość należała administracyjnie do województwa włocławskiego. Wieś sołecka – zobacz jednostki pomocnicze gminy Piotrków Kujawski w BIP.

## Demografia
Według Narodowego Spisu Powszechnego (III 2011 r.) liczyła 69 mieszkańców. Jest 27. co do wielkości miejscowością gminy Piotrków Kujawski.